# Baojun E300
Baojun E300 или Baojun KiWi EV — городской электромобиль, выпускающийся с 2020 года подразделением Baojun совместного предприятия SAIC-GM-Wuling. Является четырёхместным двухдверным автомобилем с люком сзади.

## История
Первые изображения Baojun E300 были продемонстрированы в декабре 2019 года. Презентация состоялась в январе 2020 года в Гуанси-Чжуанском автономном районе.

Серия E300 продаётся в Китае с мая 2020 года. В августе 2021 года автомобиль прошёл фейслифтинг и стал называться Baojun KiWi EV.

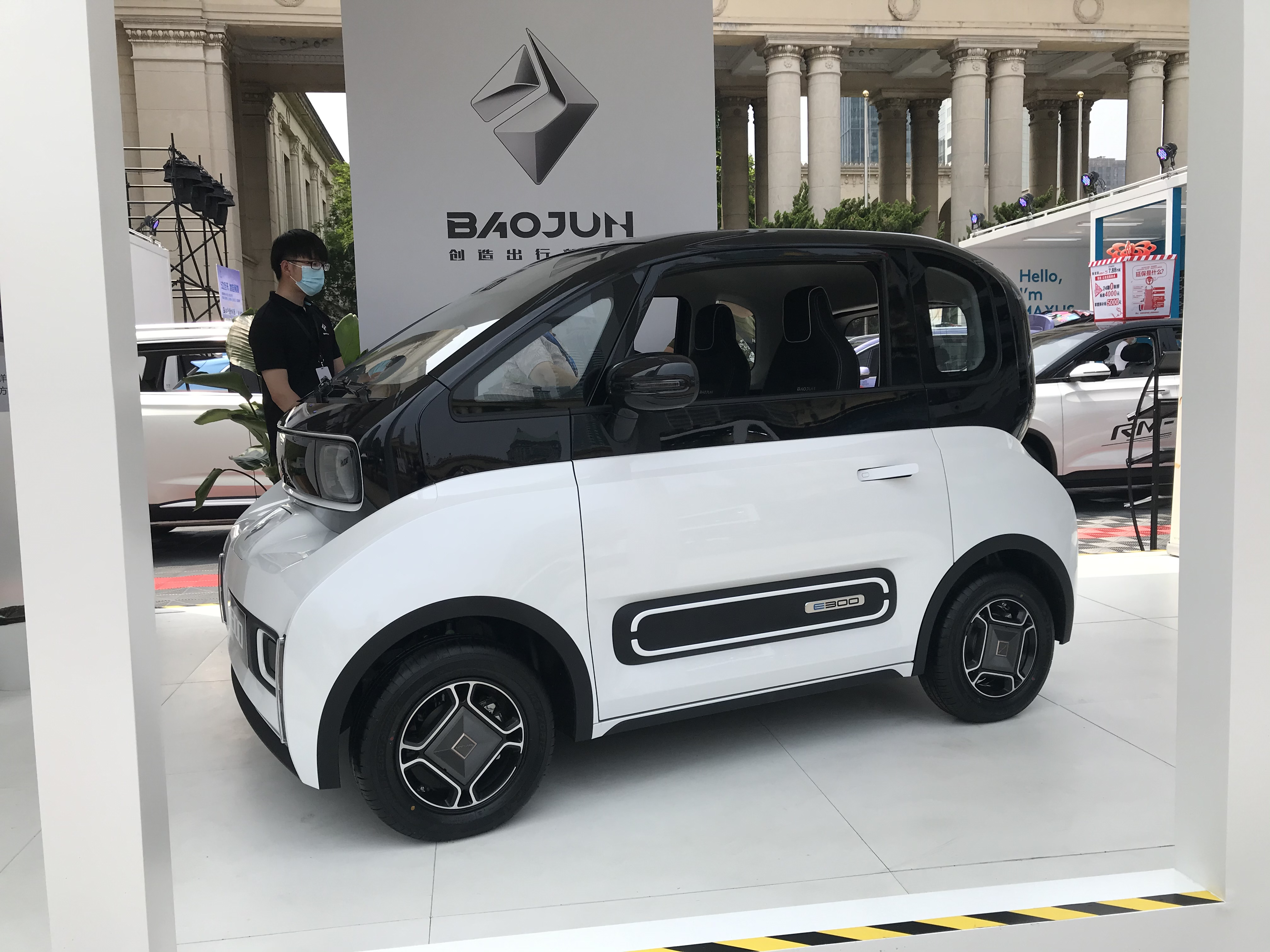
Вид сбоку
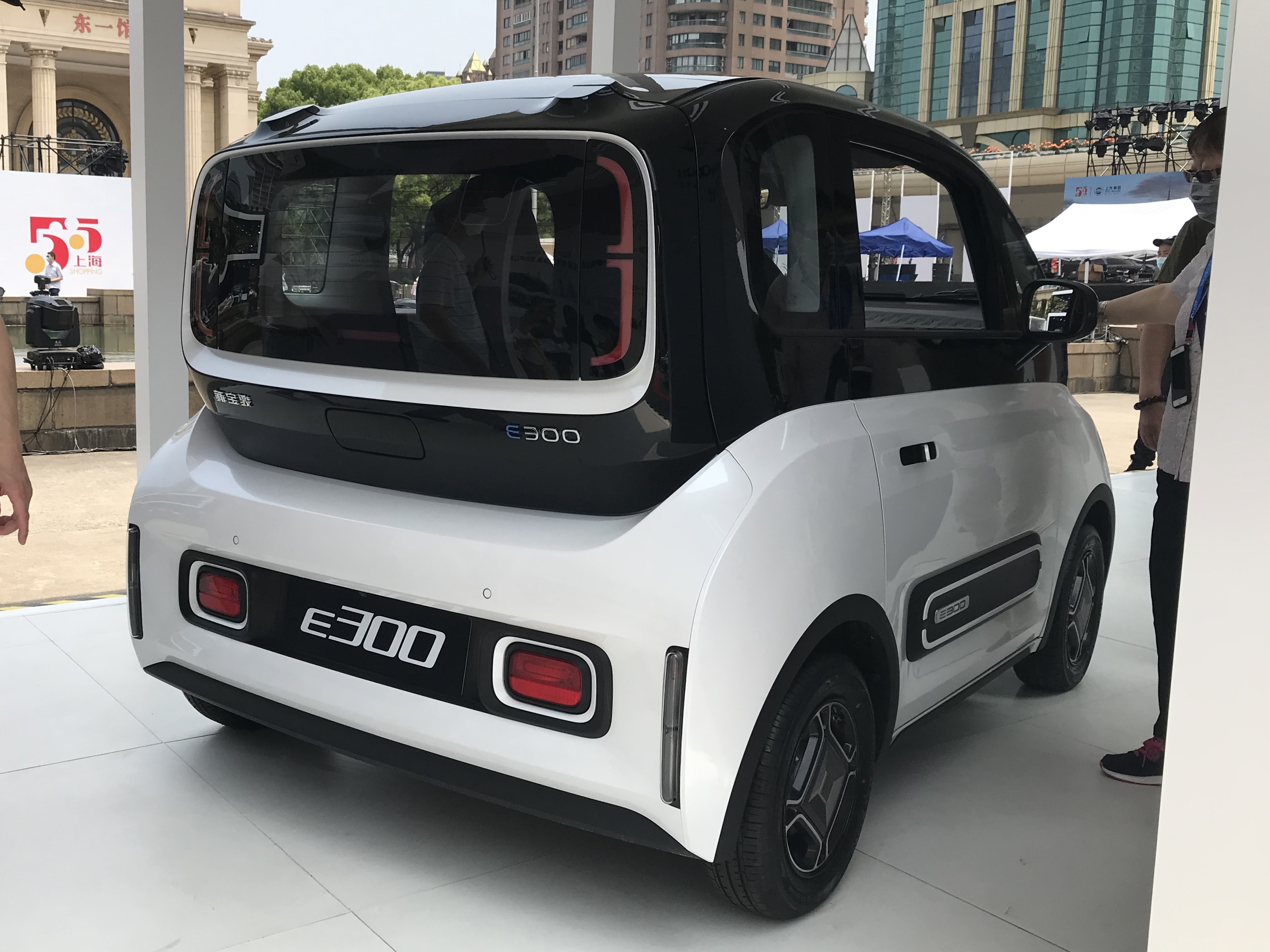
Вид сзади

Укороченная версия получила индекс E300, а удлинённая — E300 Plus.

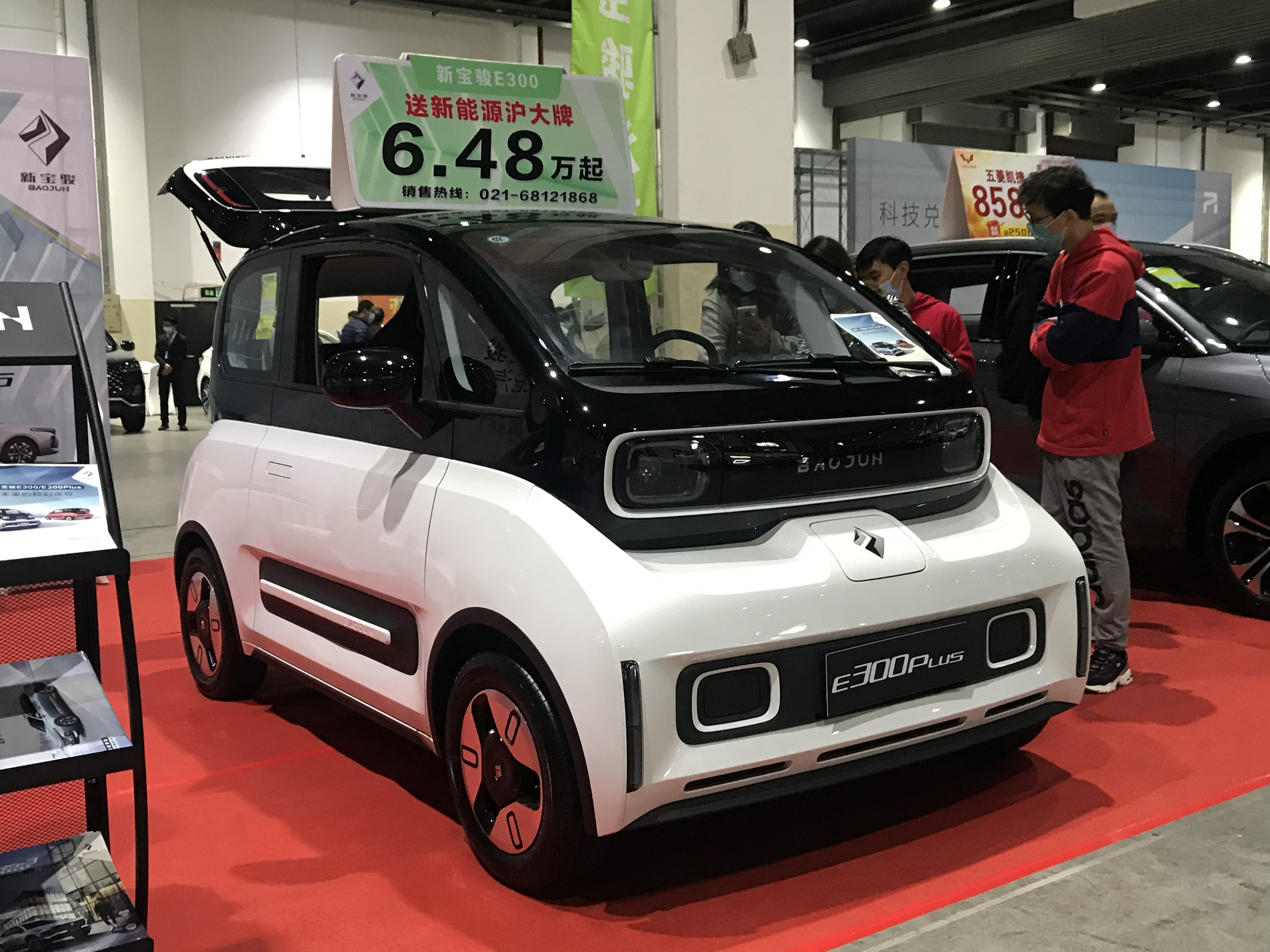
Вид спереди
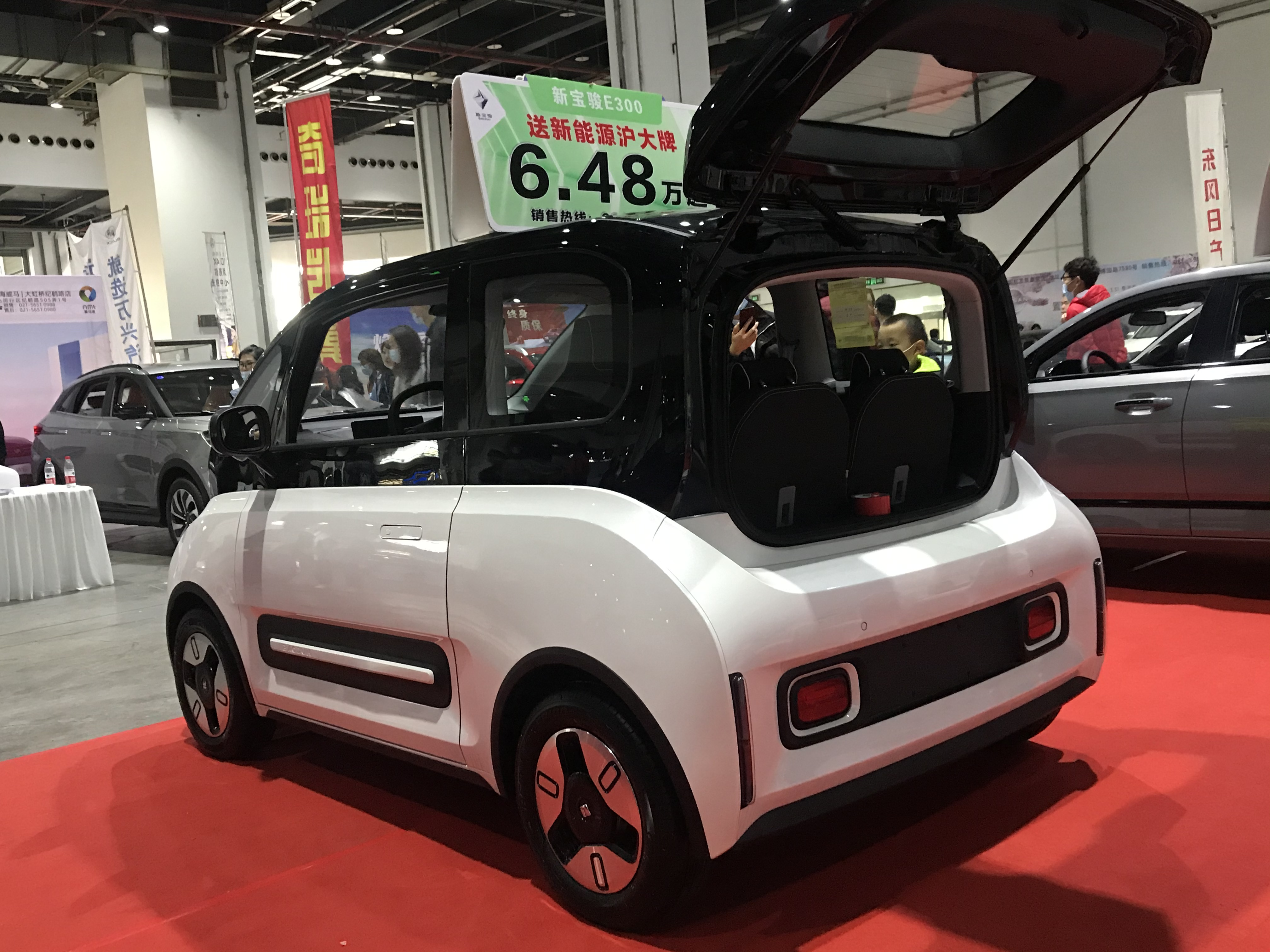
Вид сзади
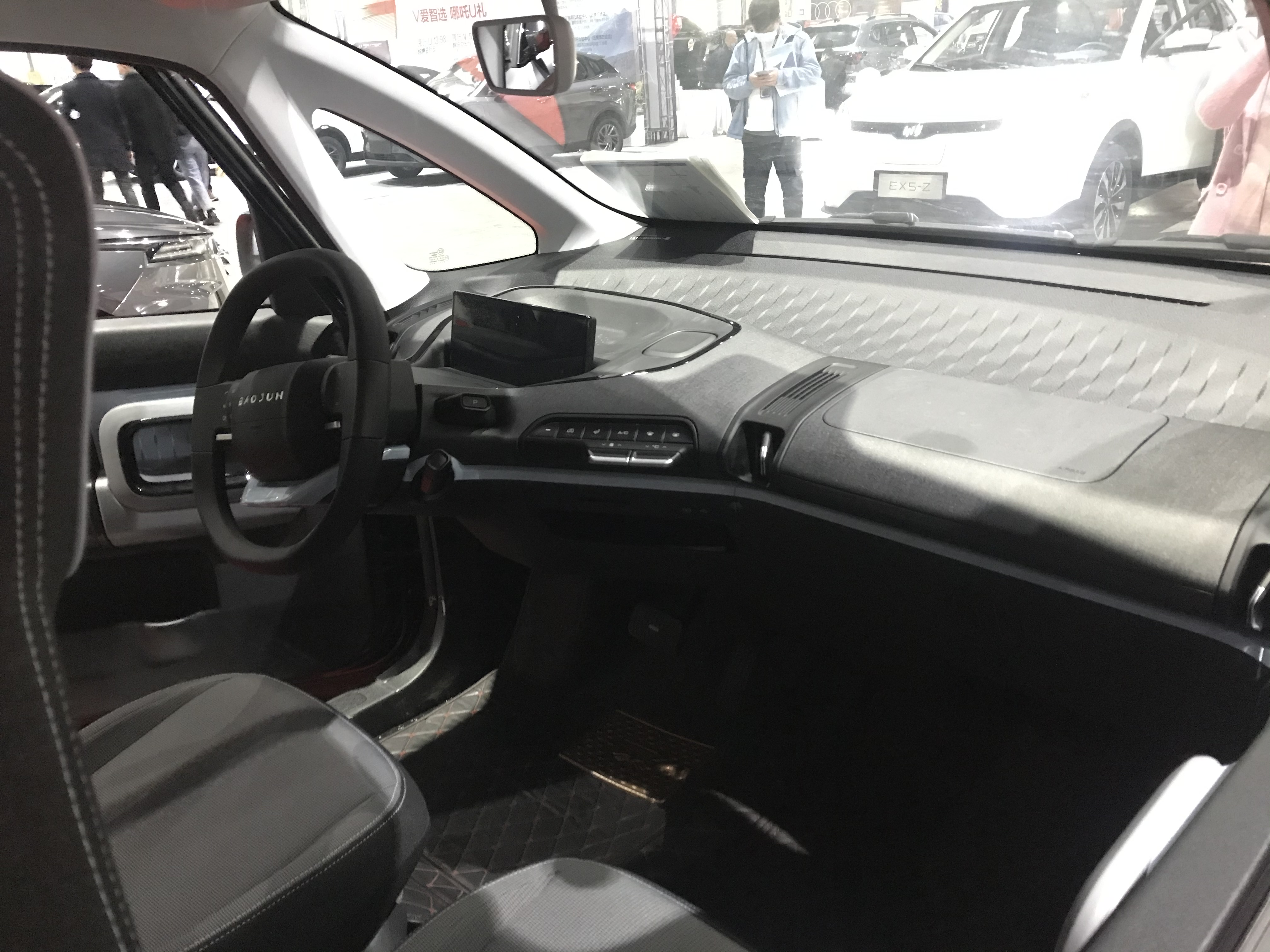
Интерьер

## Технические характеристики
Baojun E300 оснащён электродвигателем мощностью 40 кВт (54 л. с.) и крутящим моментом 150 Н⋅м, который развивает максимальную скорость 100 км/ч и поддерживает быструю зарядку постоянным током, что позволяет полностью зарядить его за один час. Версия E300 Plus оснащена аккумулятором ёмкостью 31,9 кВт⋅ч с запасом хода 305 км. Подвеска автомобиля независимая.